# مجموعة الأمفيبول

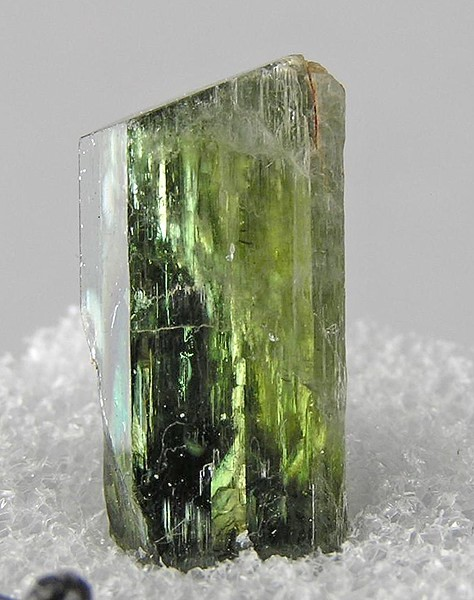
تريموليت معدن من معادن الأمفيبول.

الأمفيبول هو اسم يطلق على مجموعة مهمة من معادن السيليكات ذات اللون الغامق، والتي تشكل بلورات منشوريه أو إبرية، وتتألف من سلسلة مضاعفة من رباعيات سطوح من السيليكات SiO4 متصلة مع بعضها من ناحية الرأس، وعادة ما تحوي على أيونات من الحديد و/أو المغنسيوم في بنيتها.
يتراوح لون معادن الأمفيبول بين الأخضر أو الأسود أو الأبيض أو الأصفر أو الأزرق أو البني أو يكون عديم اللون.
يصنف الاتحاد العالمي لعلم المعادن IMA معادن الأمفيبول حالياً كمجموعة معدنية فائقة، يوجد ضمنها مجموعتين رئيسيتين، والعديد من تحت المجموعات.
يعود أصل كلمة أمفيبول Amphibole إلى الإغريقية αμφιβολος أمفيبولوس بمعنى غامض، وكان العالم الجيولوجي رينيه جست أيوي هو أول من استخدمها في تصنيف التريموليت والأكتينوليت والتورمالين والهورنبليند.

## اقرأ أيضاً
- معادن السيليكات